# Les Églisottes-et-Chalaures
Les Églisottes-et-Chalaures è un comune francese di 2 147 abitanti situato nel dipartimento della Gironda nella regione della Nuova Aquitania.

## Società

### Evoluzione demografica
Abitanti censiti